# Радослава Топалова
Радослава Топалова (нар. 1 вересня 1980) — колишня болгарська тенісистка.
Найвищу одиночну позицію світового рейтингу — 590 місце досягла 21 серпня 2000, парну — 510 місце — 25 вересня 2000 року.
Здобула 3 парні титули туру ITF.

## Фінали ITF

### Парний розряд: 4 (3–1)
| Легенда          |
| ---------------- |
| Турніри $100,000 |
| Турніри $75,000  |
| Турніри $50,000  |
| Турніри $25,000  |
| Турніри $10,000  |

| Фінали за покриттям |
| ------------------- |
| Тверде (0–0)        |
| Ґрунт (2–1)         |
| Трава (0–0)         |
| Килим (1–0)         |

| Результат | W–L | Дата     | Турнір                           | Рівень | Покриття | Партнерка          | Суперниці                           | Рахунок       |
| --------- | --- | -------- | -------------------------------- | ------ | -------- | ------------------ | ----------------------------------- | ------------- |
| Поразка   | 0–1 | Лип 1998 | ITF Скоп'є, Республіка Македонія | 10,000 | Ґрунт    | Филипа Габровська  | Теодора Недева Антоанета Пандєрова  | 3–6, 0–6      |
| Перемога  | 1–1 | Жов 1999 | ITF Софія, Болгарія              | 10,000 | Ґрунт    | Филипа Габровська  | Рамона Бут Ліляна Манушевич         | 6–2, 6–0      |
| Перемога  | 2–1 | Сер 2001 | ITF Волос, Греція                | 10,000 | Килим    | Virginia Trifonova | Асіміна Каплані Марія Павліду       | 6–2, 4–6, 7–5 |
| Перемога  | 3–1 | Сер 2002 | ITF Бухарест, Румунія            | 10,000 | Ґрунт    | Virginia Trifonova | Габріела Нікулеску Моніка Нікулеску | 6–4, 3–6, 6–3 |